# اندیس مارن لالی (پرزرد)
مارن لالی (پرزرد) یک اندیس مصالح ساختمانی است که در حوالی شهر لالی استان خوزستان قرار دارد و مادهٔ معدنی موجود در آن، مارن است؛ و دیرینگی آن به دوران نئوژن می‌رسد.